# Goal of the Dead
Pour plus de détails, voir Fiche technique et Distribution.
Goal of the Dead est un film français en deux parties réalisé par Benjamin Rocher et Thierry Poiraud, sorti en 2014. Il est d'abord sorti dans quelques salles en février 2014 en Île-de-France puis lors d'une tournée dans le reste de la France.

## Synopsis

### Première mi-temps
Le grand club de football de l’Olympique de Paris, bien qu'en pleine période de doutes, va disputer un match de Coupe de France contre Caplongue, modeste club du Nord-Est de la France. Mais ce qui devait être une simple formalité vire à la catastrophe : une infection semblable à la rage se propage à Caplongue ! Les habitants du petit village se transforment en créatures ultra-violentes et très contagieuses. Samuel Lorit (ancienne gloire originaire de Caplongue et proche de la retraite), Idriss Diago (jeune prodige arrogant), Coubert (entraîneur dépressif) ou encore Solène (journaliste ambitieuse de Canal+) vont devoir tout tenter pour survivre.

### Seconde mi-temps
Alors que des supporters « enragés » rodent dans un Caplongue dévasté, Sam est barricadé dans le commissariat avec d'autres survivants. À l’abri des infectés, il doit cependant faire face à la jeune Cléo, son bourru de père et surtout Solène, qui ne l'a pas oublié. De leur côté, Idriss et Marco sont restés planqués au stade.

## Fiche technique
- Titre original : Goal of the Dead
  - 1re partie : Goal of the Dead : Première mi-temps
  - 2e partie : Goal of the Dead : Seconde mi-temps
- Réalisation : Benjamin Rocher (1re mi-temps) et Thierry Poiraud (2e mi-temps)
- Scénario : Quoc Dang Tran, Marie Garel-Weiss, Nicolas Peufaillit, Ismaël Sy Savané, Tristan Schulmann, Laëtitia Trapet
- Musique : Thomas Couzinier
- Photographie : Mathias Boucard
- Montage : Dimitri Amar & Nathalie Langlade (1re mi-temps) et Stéphane Elmadjian
- Décors : Armelle Demange
- Costumes : Marion Moules et Matthieu Camblor
- Direction artistique : François Ferracci
- Production : Raphaël Rocher et Jérôme Vidal
- Société de production : Capture the Flag Films
- Distribution :  Luminor
- Genre : comédie horrifique, film de zombies
- Durée : 140 minutes (2 parties de 70 minutes)
- Pays d'origine :  France
- Langue originale : français
- Budget : n/a
- Format :
- Classification : Tous public lors de la sortie en salles et déconseillé aux moins de 12 ans à la TV
- Dates de sortie :
  - France : région parisienne: 27 février 2014[1],[2] (sortie en salles - 1re et 2e partie)
  - France : 11 juin 2014 (sortie en vidéo[3])

## Distribution
- Alban Lenoir : Samuel Lorit
- Charlie Bruneau : Solène
- Patrick Ligardes : Coubert
- Ahmed Sylla : Idriss Diago
- Bruno Salomone : l'agent d’Idriss
- Xavier Laurent : Manu Litrac
- Sébastien Vandenberghe : Jeannot
- Jenny Arasse : Mme Belvaux
- Philippe du Janerand : Dr. Belvaux
- Renaud Rutten : Pierre
- Fabrice Colson : l'enragé décapité
- Anthony Pho : Park
- Tiphaine Daviot : Cléo
- François-Marie Nivon : Park
- Kristoforoff Gregory : Galliano
- Vibol-Joseph Sok : Park
- Marie-Cécile Gueguen : Mathilde
- Jean-François Cayrey : Cuillère
- Gauthier de la Touche : l'arbitre
- Joana Person : la supportrice d'Idriss Diago
- Pierre Ménès : lui-même
- Hervé Mathoux : lui-même
- Arnaud Vallens : lui-même
- Sarah Suco : la femme du mari bourru

## Production

### Développement
En 2010, un an après la sortie de La Horde, le producteur Raphaël Rocher développe un projet avec le scénariste Nicolas Peufaillit autour d'une idée qu'il avait trouvé marrante : réunir le football et les films de zombies. Ils réunissent ensuite une équipe de scénaristes composée de Tristan Schulmann (Suck my Geek), Ismaël Sy Savané (Lascars), Laëtitia Trapet. En 2011, le script est tellement dense que les producteurs décident qu'il y aura deux films, comme deux mi-temps d'un match de football.  Ils font appel à la scénariste Marie Garel-Weiss. 
Benjamin Rocher réalise la 1re mi-temps, alors que Thierry Poiraud  se charge de la seconde partie du film.

### Tournage
Le tournage n'a duré que 8 semaines. Franck Annesse du magazine So Foot a servi de consultant sur le plateau et pour la préparation des acteurs.[réf. nécessaire]

## Accueil

### Sortie
En plus de son format assez atypique, le film connaît également une exploitation originale : les producteurs ont voulu créer un évènement. Ainsi, le film est présenté dans quelques salles parisiennes dès février 2014. Une tournée en province suit ensuite cette sortie parisienne. Le film sort ensuite le 4 juin 2014 en DVD et en Blu-ray.

« Il est compliqué de passer des accords avec des circuits (Gaumont-Pathé, UGC...). Il y a un embouteillage dans la programmation à cette période de l’année où les films d’animation et les grosses comédies françaises occupent un grand nombre d’écrans. Or nous voulions absolument réaliser une sortie cinéma au printemps pour pouvoir assurer une édition Blu-Ray DVD en juin au moment de la Coupe du monde. [...] Ce qui nous freine également, c’est que les circuits considèrent que le public des films de genre comme difficile, disons plus “réactif” en salles. Nous avions de bons contacts avec le circuit CGR qui a davantage l’habitude de diffuser ce genre de cinéma, mais nous n’avions aucune garantie sur la durée d’exploitation du film. Et c’est justement sur cette durée d’exploitation que nous voulons axer notre démarche concernant Goal of the dead. Nous pensons que c'est un long-métrage qui ne peut fonctionner que par le bouche-à-oreille. [...] Les salles indépendantes n’étaient pas partantes non plus car le projet n’entre pas dans les catégories auteur ou cinéma du monde qui sont le cœur de leur programmation »

— Marie-Christine Fontaine, de la société de distribution française Luminor
.